# María Belén Correa
María Belén Correa (Luján, 25 de junho de 1973) é uma ativista argentina pelos direitos trans. Em 1993, junto com Claudia Pía Baudracco e outras ativistas, ela cofundou a Asociación de Travestis Argentinas (ATA; português: "Associação de Travestis da Argentina"), mais tarde renomeada Asociación de Travestis, Transexuales y Transgénero de Argentina (ATTTA; português: "Associação de Travestis, Transexuais e Pessoas Transgênero da Argentina"), da qual foi presidente de 1995 a 2001. O surgimento da ATTTA foi pioneiro, pois não apenas deu início à luta organizada pelos direitos trans na Argentina, mas também se tornou uma plataforma crucial por meio da qual algumas das ativistas trans mais influentes da década de 1990 surgiram e ajudaram a moldar o movimento LGBTQ mais amplo do país.
Devido à crescente perseguição policial, em 2001 Correa teve que se exilar em Nova Iorque e em 2004 recebeu oficialmente asilo político nos EUA Durante seu exílio em Nova Iorque, ela avançou em seu ativismo como cofundadora da Red Latinoamericana y del Caribe de Personas Trans (RedLacTrans; em inglês: "Rede Latino-americana e Caribenha de Pessoas Trans"), que reúne organizações da região; colaborou no estabelecimento da Santamaría Fundación na Colômbia, da qual é patrocinadora; fundou o projeto TransEmpowerment NY, uma sala de consumo assistido com sede em Manhattan para indivíduos LGBTQ com dependência de drogas; e criou o Mateando, o primeiro grupo da cidade de Nova Iorque para argentinos e uruguaios LGBTQ, sob a Comissão Latina sobre AIDS e o programa SOMOS. Em 2008, Correa mudou-se para Madri, na Espanha, e um ano depois para Hanover, na Alemanha, onde se estabeleceu permanentemente desde então.
Apesar de seu exílio, Correa manteve consistentemente seu compromisso com o ativismo na Argentina, visitando regularmente o país e sincronizando sua agenda e esforços profissionais com os de seu país de origem. Em 2012, ela fundou o Archivo de la Memoria Trans (AMT; em português: "Arquivo da Memória Trans") logo após a morte de Baudracco, com quem ela havia concebido o projeto. Um esforço pioneiro, o arquivo comunitário visa atuar como uma memória coletiva para as identidades trans argentinas, garantindo que suas histórias frequentemente silenciadas sejam preservadas e amplamente acessíveis à comunidade. O arquivo compreende mais de 25 mil itens que documentam a vida de indivíduos trans na Argentina, ganhando reconhecimento nacional e internacional por seu papel na disseminação de materiais por meio de exposições e publicações, bem como por seus esforços ativistas. Além de seu trabalho como diretora do AMT, em 2019 Correa fundou o Cosmopolitrans, um projeto focado em ajudar migrantes trans para a Alemanha.

## Biografia e carreira

### 1973–2001: Primeiros anos e ATTTA

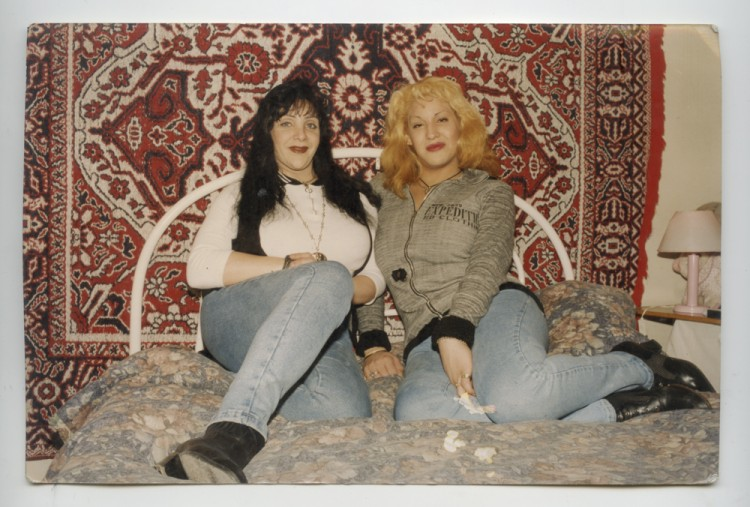
Correa com a amiga e colega ativista Claudia Pía Baudracco em Buenos Aires, 1993

María Belén Correa nasceu em 25 de junho de 1973 em uma pequena região administrativa de Luján, província de Buenos Aires, na Argentina. Aos dezesseis anos, ela escapou do ambiente restritivo de sua cidade natal e se mudou para a capital Buenos Aires, o que lhe permitiu começar a expressar sua identidade de gênero. Na cidade, Correa recorreu ao trabalho sexual, uma das poucas opções disponíveis para travestis e mulheres trans (termo ainda não comum na Argentina) no início da década de 1990, que enfrentaram perseguição policial brutal por sua expressão de gênero, apesar do retorno do país à democracia em 1983. O emblema da perseguição e repressão às pessoas trans eram os decretos policiais (em espanhol: edictos policiales), por meio dos quais o Estado delegava às forças de segurança a tarefa de reprimir atos não previstos no código penal. Em particular, a comunidade trans de Buenos Aires foi criminalizada através de decretos que puniam indivíduos vestidos com "roupas do sexo oposto" e aqueles que "incitavam ou se ofereciam publicamente a atos carnais", que foram estabelecidos em 1949 e permaneceram em vigor por quase meio século, sendo aplicados indistintamente em períodos ditatoriais e democráticos. Isso significava que as pessoas trans podiam ser detidas arbitrariamente, presas e muitas vezes torturadas e extorquidas sem quaisquer garantias, simplesmente por andarem na rua.
Em meados de 1992, Correa conheceu Claudia Pía Baudracco, alguns anos mais velha que ela e uma figura proeminente dentro da comunidade trans conhecida por enfrentar ferozmente a perseguição policial, com quem construiu um profundo vínculo de amizade e ativismo nos anos que se seguiram. Algum tempo depois, com a ajuda de sua família, Correa alugou seu próprio apartamento em Palermo sob o pretexto de prosseguir os estudos — uma conquista significativa, já que a maioria das travestis estava confinada em hotéis ou pensões, e Baudracco mudou-se com ela logo depois. Baudracco, tendo vivido na Itália, onde as mulheres trans podiam se mover livremente e retificar seu registro de gênero, ajudou a fomentar entre seus pares a convicção de que possuíam direitos pelos quais valia a pena lutar. Em 25 de junho de 1993, Baudracco deu uma festa de aniversário para Correa em seu apartamento, mas o clima mudou quando dois convidados não apareceram, tendo sido detidos pela polícia. O que começou como uma celebração rapidamente se transformou em uma conversa urgente sobre a melhoria das condições para sua comunidade e levou à fundação da Asociación de Travestis Argentinas (ATA) Escrevendo em 2025, Correa explicou a origem do nome da ATA: "(...) não escolhemos o nome — foi-nos dado pela polícia. Poucos dias antes, tínhamos ido às compras e, ao retornarmos ao apartamento, a polícia estava esperando na porta; eles sabiam onde morávamos, nos pararam e tentaram nos prender. Naquela época, nossas roupas nos distinguiam: salto alto, minissaias — embora naquele dia estivéssemos todas de calças. Recusamos, começamos a discutir e então uma delas disse: 'Mas quem são vocês?! Vocês são da Associação de Travestis Argentinas?' Na reunião improvisada em minha casa, uma das meninas sugeriu brincando que esse deveria ser o nosso nome, e logo não pareceu tão engraçado — pareceu necessário, como se aquele tivesse que ser exatamente o que o nosso grupo era."
A fundação da ATA, posteriormente renomeada Asociación de Travestis, Transexuales y Transgénero de Argentina (ATTTA; em português: "Associação de Travestis, Transexuais e Pessoas Transgênero da Argentina"), marcou o início do ativismo de Correa, bem como o ponto de partida para o movimento organizado pelos direitos trans na Argentina, reunindo alguma das ativistas mais influentes e realizando as principais ações da década. Segundo Correa, elas "se tornaram ativistas sem perceber", e "eram vistas como loucas" até mesmo dentro da comunidade trans, pois eram poucos em número e marcados pela polícia. Durante esses anos, as ativistas trans começaram a articular suas demandas com os movimentos gays e lésbicos, já que ambos tinham em comum a preocupação com a perseguição policial. Entrevistado em 2008, Correa recordou: "Naquela época, nós estávamos trazendo uma realidade diferente daquela que eles tinham. Eles estavam com a união civil, e nós dizíamos que não podíamos viver, não podíamos andar, não podíamos ir ao supermercado. Era literalmente assim que as coisas eram."

### 2001–2009: Exílio em Nova Iorque e Alemanha
Em 2000, Correa foi entrevistada por uma revista feminina em uma matéria que, em vez de focar em seu ativismo, apresentou sua família e destacou sua casa de infância. Isso fez com que as ameaças policiais que Correa enfrentou devido ao seu ativismo se estendessem à sua família, levando à sua decisão de se exilar na cidade de Nova Iorque em novembro de 2001. Em dezembro de 2004, o tribunal de imigração número 26 de Nova Iorque concedeu asilo político a Correa nos Estados Unidos, em uma decisão da juíza federal Barbara Nelson. Após o anúncio da decisão, a Comunidad Homosexual Argentina (CHA; em inglês: "Comunidade Homossexual Argentina") declarou publicamente que a decisão foi significativa, marcando "a primeira vez na história que asilo político foi concedido a uma ativista travesti". O presidente da CHA, César Cigliutti, enfatizou que a decisão reconheceu a perseguição enfrentada pela ativista na Argentina devido à sua advocacia, acrescentando: "Esta decisão destaca o atual estado de marginalização e violência sofrido pelas travestis. Embora a cidade tenha promulgado uniões civis e direitos avançados para gays e lésbicas, o tratamento da população travesti tem sido completamente diferente. Foi aprovado um Código de Contravenções que as visa e criminaliza. Elas são virtualmente forçadas ao trabalho sexual, enfrentam a prisão pela polícia e sofrem violência intensificada quando se envolvem em ativismo."
Desde então, Correa não voltou a viver permanentemente na Argentina, mas manteve contato consistente e continuou seu trabalho ativista no país, enquanto em inúmeras entrevistas ela descreveu o profundo impacto que o exílio teve em sua vida. Ela declarou em uma entrevista de 2024: "Não importa o quanto eu esteja em outro país, falando outra língua e vivendo a milhões de quilômetros de distância, eu nunca me desligo totalmente do que deixei para trás; essa é a diferença entre ser um migrante e um exilado, especialmente quando você sai sem querer ir — um migrante é alguém que planeja sua partida, vende suas coisas e está ansioso por uma experiência ou algum motivo, enquanto um exilado é alguém que tem que decidir em 10, 15 dias ou até menos, sair porque está em perigo e vai sem querer." O exílio de Correa também ressaltou a realidade mais ampla enfrentada por muitas mulheres trans não ativistas daquela época e anteriores, que foram compelidas a buscar o exílio para viver abertamente sem medo de perseguição policial. Escrevendo para o elDiarioAR em 2023, ela explicou: "Sair quando você planeja isso como um futuro esperançoso não é o mesmo que sair porque sua vida está em perigo. Foi o que aconteceu comigo em 2001, quando fugi da perseguição do estado argentino. Decretos policiais, códigos de contravenção e códigos de contravenção permitiram a perseguição da população trans sem supervisão judicial, sob o pretexto de abordar situações que supostamente ameaçavam a coexistência social. Na prática, eles serviram apenas para desencadear preconceitos discriminatórios e corrupção, resultando na aniquilação quase total de uma geração inteira de pessoas trans." No mesmo artigo, ela descreveu seus anos de exílio nos EUA como aqueles "quando mais sofri com o exílio; aquela dor que só aqueles que partiram sem querer sentem."

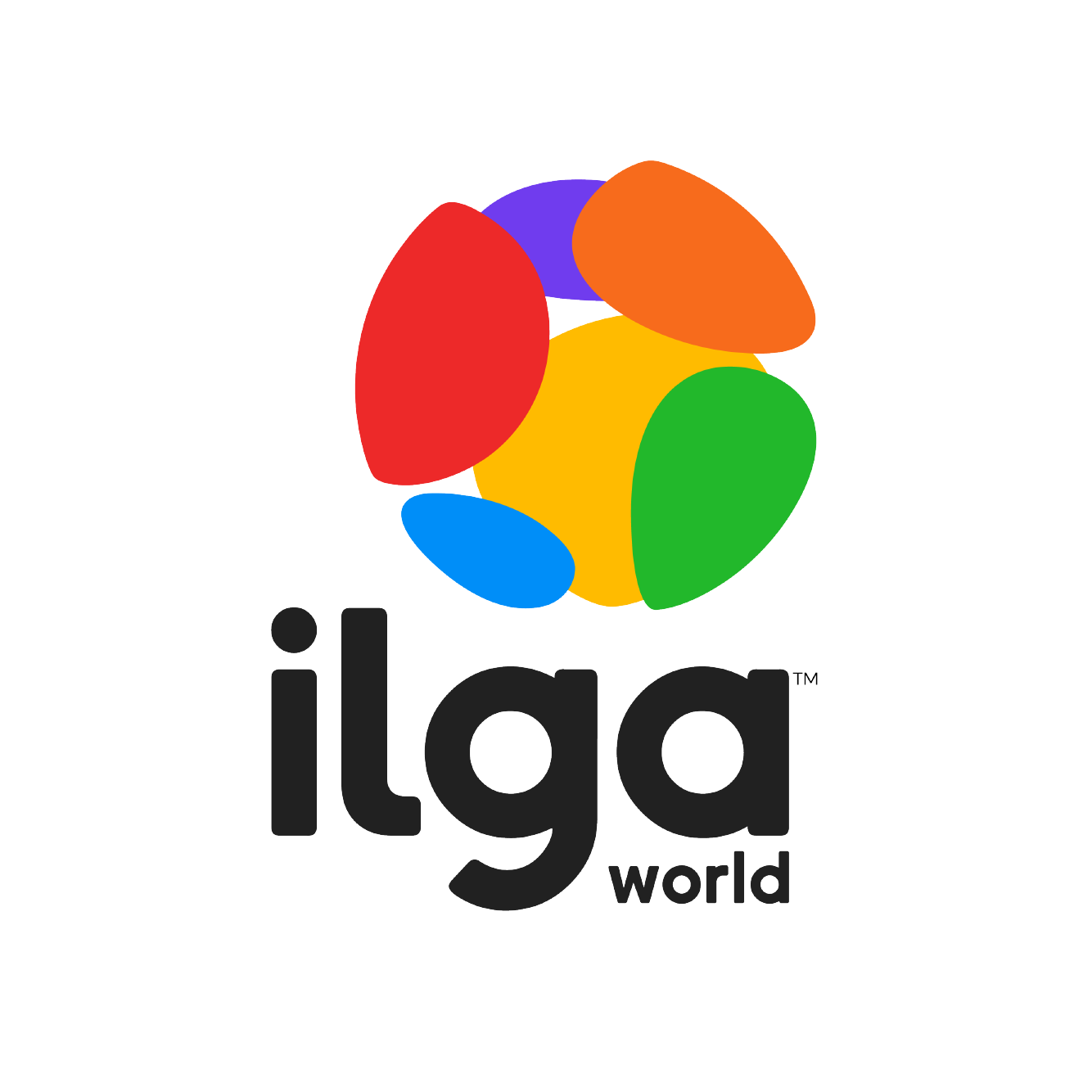
Correa participou de uma conferência na Associação Internacional de Gays e Lésbicas (abv. do inglês: ILGA), representando a RedLacTrans

Em 2004, enquanto exilada em Nova Iorque, Correa co-fundou a Red Latinoamericana y del Caribe de Personas Trans (RedLacTrans; português: "Rede Latino-Americana e Caribenha de Pessoas Trans") com a ativista trans mexicana Paty Betancourt. Com o apoio da ATTTA, ambas as ativistas participaram de uma conferência da Associação Internacional de Lésbicas e Gays (em inglês: ILGA), onde criaram um canal de comunicação exclusivamente para pessoas trans, em uma era anterior às mídias sociais. Isso permitiu que organizações na América Latina e no Caribe se juntassem e colaborassem, lançando as bases para a RedLacTrans, que teve Argentina, México, Brasil, Chile e Colômbia como seus primeiros países membros. Também em 2004, Correa colaborou no estabelecimento da Fundação Santamaría na Colômbia, da qual ela é uma patrona. Durante esse tempo, ela entrou em contato com o termo "trans", que era bem conhecido nos EUA, mas ainda não no ativismo latino-americano. Em uma entrevista de 2022, ela explicou: "Em 2001, conheci Sylvia Rivera em Nova Iorque. Eu não sabia quem ela era, mas começamos a conversar em uma reunião porque ela falou comigo em espanhol. Quando ela morreu em 2002, foi no noticiário, e eu percebi o porquê - porque naquele momento, as pessoas no ativismo estavam redescobrindo-a e ela estava sendo amplamente homenageada. Havia uma foto circulando onde Sylvia era vista segurando uma placa que dizia: 'Respeite as pessoas trans'. Nos Estados Unidos, ou pelo menos em Nova Iorque, onde eu morava, a palavra trans não tinha tradução (...) Por meio da RedLacTrans e da ATTTA, comecei a espalhar o termo que aprendi com o slogan 'para parar de ter que nos despir', porque se eu digo que sou travesti, transexual ou transgênero, já estou dizendo 'eu uso uma peruca', 'eu fiz uma cirurgia', 'eu tenho uma vagina' ou 'eu tenho um pênis', já que dependendo do meu classificação, estou lhe contando como é meu corpo. Por que preciso me despir apenas para me apresentar? O termo "pessoa trans" nos permitiu parar de nos despir ao declarar nossa identidade."

## Obras, projetos e colaborações
- 25 de junio de 1993: Fundação da Asociación de Travestis Transexuales y Transgénero de Argentina (ATTTA) junto com Claudia Pía Baudraco e outras ativistas (em castelhano)
- 2004: Fundação da Red Latinoamericana y del Caribe de Personas Trans (REDLACTRANS) junto com Patry Betancourt (em castelhano)
- 2004: Colaboração na criação da Santamaría Fundación (em castelhano)
- 2005: Criação de "TransEmpowermentNY" (em castelhano)
- 2006: Criação de Mateando (em castelhano)
- 2012: Fundação do Archivo de la Memoria Trans (em castelhano)
- 2019: Fundação do "Cosmopolitrans" (em castelhano)
- 2024: Publicação do livro Nuestros Códigos pelo Archivo de Memoria Trans (em castelhano)

## Prêmios e honrarias
- Reconhecimento internacional por sua honra na defesa dos derechos das pessoas trans e LGBTQIAPN+.
- Prêmio Honoris Causa por parte DA UNLP.[21]
- Prêmio Ibero Memoria de la Conservación del Archivo Trans.[22]
- Prêmio de Melhor fotolivro no Festival Zum 2023.[23]